# Nyköpingsspelen
Nyköpingspelen är en årlig återkommande teateruppsättning i Nyköping. Den är baserad på Nyköpings gästabud, ett skådespel från 1942 skrivet av Ivar Schnell. Detta är en skildring av Nyköpings gästabud, de händelser som utspelade sig på Nyköpingshus i december 1317, då Sveriges kung Birger Magnusson fängslade sina bröder Valdemar och Erik.  
Föreställningen framförs på borggården på Nyköpingshus.  

## Historia
Redan år 1914 uppfördes en äldre variant av spelen, med text av Eva Fröberg. År 1942 uppfördes för första gången det skådespel skrivet av Ivar Schnell som skildrade Nyköpings gästabud. Schnell kallade detta skådespel en historisk skiss och det sågs av 5 000 personer under tre föreställningar.
År 1996 uppfördes en ny version av gästabudsspelet, författad av Lennart Lidström och uppförd av Teater Sörmland. Pjäsen hade undertiteln Den som gräver en grop åt andra… och var en storsatsning från både Teater Sörmlands och Nyköpings kommun sida. Spelet tog sin början i de tre kungabrödernas barndom och berättar historien som leder fram till gästabudet 1317. År 2003 gjordes ännu en version av Lennart Lidström, denna gång med undertiteln Dagen därpå. Denna version tog sin början med gästabudet och behandlade effekterna av detta mer grundligt. År 2006 skrev den tjeckiske musikern Dan Fikejz och Teater Sörmlands Rino Brezina en musikalversion av gästabudsspelet, vilken spelades mellan 2006 och 2008. Sedan 2011 har Teater Sörmland uppfört en fjärde version av gästabudsspelet med material från både musikalen och de taldramatiska verken. 
Föreställningen under ledning av Teater Sörmland har en stor ensemble med såväl professionella skådespelare som amatörer.